# Helena Mattsson

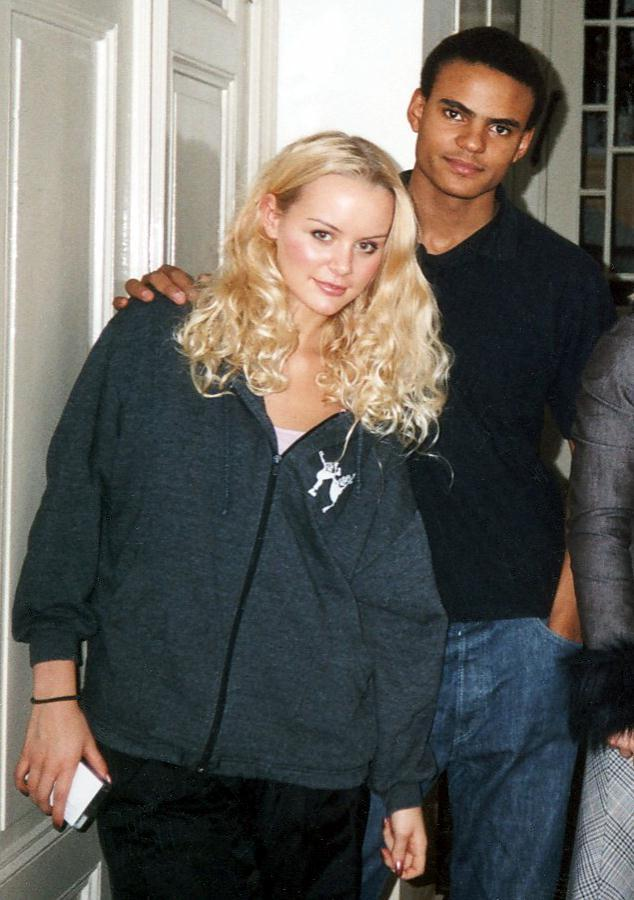
Con Mohombi Moupondo en la misma compañía de Wild Side Story, después de un ensayo con Lars Jacob en 2002.

Helena Christina Mattsson (Estocolmo, Suecia, 30 de marzo de 1984) es una actriz sueca.

## Primeros años
Mattsson nació y se crio en Estocolmo, Suecia, al comienzo de su carrera tuvo papeles en Wild Side Story y otros cabarets. Se mudó a una edad temprana a Londres, Inglaterra, para asistir a la escuela de teatro. Cuando tenía 19 años de edad se mudó a Hollywood en los Estados Unidos, donde desde entonces ha permanecido.

## Carrera
En 2007 protagonizó Especie mortal IV. El despertar,  y fue elegida para la película You and I. También Mattsson apareció en el video musical del grupo escocés Primal Scream de su tema Country Girl en 2006. Tuvo otro papel en el flm de Touchstone Pictures Surrogates. Posteriormente tuvo el papel de Irina en cuatro episodios de la serie de ABC Desperate Housewives.

## Filmografía

### Películas
- Código de Honor (2016)- Kari Green
- Armas de fuego, Niñas y Juegos de Azar (2011) - La Rubia
- Smarty Melvin (2011) - Sylvia
- Audrey (2010) - Tess
- Moomins y la Caza del cometa (2010) - La Doncella Snork (voz)
- Iron Man 2 (2010) - Rebeca
- Los sustitutos (2009) - JJ
- Nadie (2009) - Lelle
- Tú y yo (2009) - Kira
- Especie mortal IV. El despertar (2007) - Miranda Hollander
- Americanizar Shelley (2007) - La actriz # 2

### Televisión
- Detroit 1-8-7 (Llave de la ciudad). 2011 - Gabov Anna
- Burr título y el Proyecto Hart 2011 - Madigan
- N º de los Reyes (episodio "1.4"). 2011 - Storrow Heather
- El mentalista (episodio "Red Hot"). 2010 - Struven Elsa
- NCIS Los Ángeles (episodio "Al límite"). 2010
- Desperate Housewives 3 episodios. 2010 - Kosokova Irina
- La leyenda del buscador (episodio "Mago", 2009) - Salindra
- Reglas de compromiso (episodio "Lyin 'King", 2009) - Martina
- Dos hombres y medio (episodio "¡Maldito, Huevos Benedicto", 2008) - Ingrid
- CSI: Miami (episodio "Chain Reaction", 2007) - Juliana Ravez
- Rx (2007) - Jennifer
- Cold Case (episodio "Cargo", 2007) - Kateryna Yechenko
- CSI: Crime Scene Investigation (episodio "Empty Eyes", 2007) - Mayford Rebecca "Becca"
- Kitchen Confidential (episodio "An Affair to Remember", 2006) - Hermosa rubia
- Los hombres de América (2006) - Anya
- CSI: NY (episodio "La ciudad de las muñecas", 2005) - Lauren Redgrave
- Sexo, amor y secretos (episodio "Peligro", 2005) - Alexis
- Betrayal (2013) - Brandy Korskaya
- Fargo (2014) - Jemma Stalone
- American Horror Story: Hotel - Agnetha, una turista sueca.